# Frontière entre la Malaisie et les Philippines
La frontière entre la Malaisie et les Philippines est entièrement maritime et traverse les mers de Chine méridionale, de Sulu et de Célèbes. Elle sépare l'état de Sabah en Malaisie orientale sur l'île de Bornéo et les archipels de Sulu et Palawan.
La délimitation fut créée lors de la dissolution du Sultanat de Sulu qui fut un protectorat d'Espagne entre 1851 et 1898 puis un protectorat des États-Unis entre 1903 et 1915. Bornéo du Nord fut lui placé sous le protectorat britannique dès 1882. Cette concession obtenue par le baron von Overbeck (en) est l'objet du litige entre les deux pays dans le Conflit du Nord-Bornéo puisque les Philippines estime que le territoire a seulement été loué à la British North Borneo Company et non cédé.
Trois traités ont défini l'étendue territoriale de l'archipel des Philippines, dont deux sont pertinents pour déterminer la frontière entre la Malaisie et les Philippines.
Le traité de Paris de 1898 entre l'Espagne et les États-Unis met fin officiellement à la guerre hispano-américaine. Le traité défini un tronçon entre Palawan et la pointe nord de Sabah entre les points 7°40'N,116°0'E et 7°40'N,117°0'E. Bien que les Britanniques n'étaient pas signataire de ce traité, il n'a jamais contesté l'étendue des eaux territoriales des Philippines après avoir occupé le nord du Bornéo. La Malaisie n'a pas non plus contesté la frontière et l'avait en fait reconnue par sa carte de 1979 qui suit cette partie de la frontière comme l'étendue de ses eaux territoriales
Le deuxième traité est une convention entre les États-Unis et le Royaume-Uni signée à Washington le 2 janvier 1930. L'article premier de ce traité établit les points de la frontière maritime entre la Malaisie et les Philippines. La convention a modifié des parties des limites définies par le traité de 1898 au tracé actuel de la frontière entre la Malaisie et les Philippines dans la mer de Sulu.
Aucun tri-point commun pour l'Indonésie, la Malaisie et les Philippines dans la mer des Célèbes n'a été établi car ce traité n'impliquait pas les Pays-Bas, étant le souverain colonial de ce qui est aujourd'hui l'Indonésie, en tant que signataire.
Les deux pays s'opposent également sur le statut des Îles Spratleys.